# 川勝良一
川勝 良一（かわかつ りょういち、1958年4月5日 - ）は、京都府京都市北区出身の元サッカー選手、サッカー指導者、サッカー解説者である。ニックネームは「ケツ」。エーピーエンタテインメント所属。

## 経歴
京都市立加茂川中学校、比叡少年蹴球団卒団、京都商業高校 (現：京都先端科学大学附属高校)を経て、法政大学に入学。大学時代はサッカー部に在籍し、在学中より日本代表に選出され、1980年1月のウイペシュティ・ドージャ戦で初出場した。
卒業後の1981年に東芝（現 コンサドーレ札幌）に入部。石崎信弘は1年先輩。抜群のテクニックを誇り木村和司と並ぶとまで言われたゲームメーカーであった。1982年にはJSL2部で年間9アシストを記録しアシスト王に輝く。その後、1983年に読売クラブ（現 東京ヴェルディ）へ、1990年に東京ガス（現 FC東京）へ移籍し、1991年のシーズン途中で現役を引退して、コーチに就任。
現役引退後は東京ガスやヴェルディ川崎で主に下部組織の指導に務め、1995年にS級ライセンスを所得。1997年にはV川崎で天皇杯のみだが初めてトップチームの監督を務めた。翌1998年にもV川崎でシーズン途中から終了まで監督を務めた後、1999年にヴィッセル神戸の監督に就任した。1999年2ndステージと2000年1stステージで7位に進出するなどの実績を残したが、2002年のシーズン途中で成績不振を理由に解任された。
2003年からは母校の法政大学でコーチを務めていたが、2006年6月3日よりアビスパ福岡監督に就任した。だが、チームは低迷し16位でシーズンを終了。J1・J2入れ替え戦ではくしくも2002年の神戸解任時の後任監督であり、前任の福岡監督である松田浩が監督を務める神戸と対戦し、アウェーゴールの差で敗れJ2降格が決定。勝ち残っている天皇杯を待たずに辞任する事が決まった。
2007年より法政大学のコーチを務め、2009年10月から東京Vの強化アドバイザーに就任。2010年からは東京Vの監督に就任した。当初は強化部長も兼任すると発表されていたが、2010年1月18日に昼田宗昭が強化部長に就任すると発表されたため、監督業に専念することになった。2012年で3年目に入ったが、同じ監督が2年以上続けて東京Vの指揮を執るのは川崎時代も含めて初めて。2012年9月、辞任が発表された。
2014年6月29日、京都サンガF.C.の監督に就任。昇格は果たせず、シーズン終了後に辞任した。
現在は、東京都調布市の小学生クラブチームDORO（ドゥーロ）のクラブアドバイサーを務めている。

## エピソード
- V川崎時代から熱血漢として有名で、神戸時代の2000年には試合途中に選手の頭を平手で叩いたことが物議をかもした。ただ、川勝が福岡監督に就任する際、福岡所属で神戸でも川勝と一緒だった薮田光教は「熱くなってやったのだろうが、普段はそんなことをする人ではない」と川勝を擁護する発言をしている。
- 趣味はイラストを描くこと[1] で、現役時代にも練習後にイラストレーターのアシスタントをしていた。サッカー研究のため度々イタリアへ渡っているが、現地では同時に美術館などを訪れる。また、東京Vの40年誌の表紙やFC東京のエンブレムなどをデザインしたという[1]。
- 現役引退後は、指導者としてライバルだった木村和司を行く先々で臨時コーチに招き、フリーキックの極意を伝授させた。

## 所属クラブ
- 京都商業高校 (現：京都先端科学大学付属高校)
- 法政大学
- 1981年 - 1982年  東芝
- 1983年 - 1988年  読売クラブ
- 1989年 - 1990年  京都紫光クラブ
- 1990年 - 1991年  東京ガス

## 個人成績
| 国内大会個人成績 | 国内大会個人成績 | 国内大会個人成績 | 国内大会個人成績 | 国内大会個人成績 | 国内大会個人成績 | 国内大会個人成績 | 国内大会個人成績 | 国内大会個人成績 | 国内大会個人成績 | 国内大会個人成績 | 国内大会個人成績 |
| 年度             | クラブ           | 背番号           | リーグ           | リーグ戦         | リーグ戦         | リーグ杯         | リーグ杯         | オープン杯       | オープン杯       | 期間通算         | 期間通算         |
| 年度             | クラブ           | 背番号           | リーグ           | 出場             | 得点             | 出場             | 得点             | 出場             | 得点             | 出場             | 得点             |
| 日本             | 日本             | 日本             | 日本             | リーグ戦         | リーグ戦         | JSL杯            | JSL杯            | 天皇杯           | 天皇杯           | 期間通算         | 期間通算         |
| ---------------- | ---------------- | ---------------- | ---------------- | ---------------- | ---------------- | ---------------- | ---------------- | ---------------- | ---------------- | ---------------- | ---------------- |
| 1981             | 東芝             | 21               | JSL2部           | 17               | 1                | 4                | 1                | -                | -                | 21               | 2                |
| 1982             | 東芝             | 10               | JSL2部           | 18               | 3                | 2                | 0                | 1                | 0                | 21               | 3                |
| 1983             | 読売             | 10               | JSL1部           | 12               | 1                | 2                | 0                | 3                | 0                | 17               | 1                |
| 1984             | 読売             | 10               | JSL1部           | 14               | 2                | 2                | 0                | 5                | 1                | 21               | 3                |
| 1985             | 読売             | 10               | JSL1部           | 16               | 0                | 3                | 0                | 0                | 0                | 19               | 0                |
| 1986-87          | 読売             | 12               | JSL1部           | 4                | 0                | 0                | 0                | 0                | 0                | 4                | 0                |
| 1987-88          | 読売             | 12               | JSL1部           | 15               | 0                | 1                | 0                | 2                | 0                | 18               | 0                |
| 1989-90          | 京都紫光         | 18               | JSL2部           | 22               | 0                | 0                | 0                | 1                | 0                | 23               | 0                |
| 1990             | 東京ガス         |                  | 関東             |                  |                  | -                | -                | -                | -                |                  |                  |
| 1991-92          | 東京ガス         | 13               | JSL2部           | 15               | 0                | 1                | 0                | -                | -                | 16               | 0                |
| 通算             | 日本             | 日本             | JSL1部           | 61               | 3                | 8                | 0                | 10               | 1                | 79               | 4                |
| 通算             | 日本             | 日本             | JSL2部           | 72               | 4                | 7                | 1                | 2                | 0                | 81               | 5                |
| 通算             | 日本             | 日本             | 関東             |                  |                  | -                | -                | 0                | 0                |                  |                  |
| 総通算           | 総通算           | 総通算           | 総通算           |                  |                  | 15               | 1                | 12               | 1                |                  |                  |

その他の公式戦
- 1984年
  - スーパーカップ 1試合0得点
- 1985年
  - キリンカップ 5試合1得点
- 1987-88年
  - アジアクラブ選手権 3試合0得点

出場歴
- JSL（1部）初出場：1983年

## 代表歴
- 日本代表初出場（国際Aマッチ）：1981年2月8日 vs マレーシア (クアンタン)[3]
- 日本代表初出場：1980年1月30日 vs ウイペシュティ・ドージャ (大宮サッカー場)

### 試合数
- 国際Aマッチ 13試合 0得点 (1980-1982)[3]

| 日本代表 | 国際Aマッチ | 国際Aマッチ | その他 | その他 | 期間通算 | 期間通算 |
| 年       | 出場        | 得点        | 出場   | 得点   | 出場     | 得点     |
| -------- | ----------- | ----------- | ------ | ------ | -------- | -------- |
| 1980     | 0           | 0           | 2      | 0      | 2        | 0        |
| 1981     | 10          | 0           | 13     | 0      | 23       | 0        |
| 1982     | 3           | 0           | 5      | 0      | 8        | 0        |
| 通算     | 13          | 0           | 20     | 0      | 33       | 0        |

### 出場
| No. | 開催日         | 開催都市         | スタジアム                         | 対戦相手         | 結果 | 監督     | 大会           |
| --- | -------------- | ---------------- | ---------------------------------- | ---------------- | ---- | -------- | -------------- |
| 1.  | 1981年02月08日 | クアンタン       |                                    | マレーシア       | ●0-1 | 川淵三郎 | 国際親善試合   |
| 2.  | 1981年02月17日 | シンガポール     |                                    | シンガポール     | ○1-0 | 川淵三郎 | 国際親善試合   |
| 3.  | 1981年02月19日 | シンガポール     |                                    | シンガポール     | △0-0 | 川淵三郎 | 国際親善試合   |
| 4.  | 1981年06月19日 | 大邱             |                                    | マレーシア       | ○2-0 | 森孝慈   | 韓国大統領杯   |
| 5.  | 1981年06月21日 | 釜山             |                                    | 韓国             | ●0-2 | 森孝慈   | 韓国大統領杯   |
| 6.  | 1981年08月30日 | クアラルンプール |                                    | マレーシア       | ○2-0 | 森孝慈   | ムルデカ大会   |
| 7.  | 1981年09月03日 | クアラルンプール |                                    | インド           | ○3-2 | 森孝慈   | ムルデカ大会   |
| 8.  | 1981年09月08日 | クアラルンプール |                                    | アラブ首長国連邦 | ○3-2 | 森孝慈   | ムルデカ大会   |
| 9.  | 1981年09月14日 | クアラルンプール |                                    | インドネシア     | ○2-0 | 森孝慈   | ムルデカ大会   |
| 10. | 1981年09月18日 | クアラルンプール |                                    | イラク           | ●0-2 | 森孝慈   | ムルデカ大会   |
| 11. | 1982年03月21日 | ソウル           |                                    | 韓国             | ●0-3 | 森孝慈   | 日韓定期戦     |
| 12. | 1982年06月02日 | 広島県           | 広島県総合グランドメインスタジアム | シンガポール     | ○2-0 | 森孝慈   | ジャパンカップ |
| 13. | 1982年07月18日 | ブカレスト       |                                    | ルーマニア       | ●1-3 | 森孝慈   | 国際親善試合   |

## 指導歴
- 1991年 東京ガス (コーチ)
- 1992年 - 1998年 ヴェルディ川崎
  - 1992年 - 1993年 ユース監督
  - 1994年 サテライトコーチ
  - 1995年 - 1996年 ユース監督
  - 1996年 サテライトコーチ
  - 1997年 サテライト監督[9]
  - 1997年 コーチ
  - 1997年12月 監督
  - 1998年 コーチ[10]
  - 1998年9月 - 12月 監督
- 1999年 - 2002年7月 ヴィッセル神戸 監督
- 2003年 - 2006年 法政大学 コーチ
- 2006年6月 - 12月 アビスパ福岡 監督
- 2007年 - 2009年9月 法政大学 コーチ
- 2010年 - 2012年9月 東京ヴェルディ 監督
- 2014年6月 - 12月 京都サンガF.C. 監督

## 監督成績
| 年度 | クラブ | 所属 | リーグ戦 | リーグ戦 | リーグ戦 | リーグ戦 | リーグ戦 | リーグ戦 | カップ戦   | カップ戦 |
| 年度 | クラブ | 所属 | 順位     | 試合     | 勝点     | 勝       | 分       | 敗       | ナビスコ杯 | 天皇杯   |
| ---- | ------ | ---- | -------- | -------- | -------- | -------- | -------- | -------- | ---------- | -------- |
| 1997 | V川崎  | J    | -        | -        | -        | -        | -        | -        | -          | 3回戦    |
| 1998 | V川崎  | J    | -        | 14       | 9        | 3        | -        | 11       | -          | ベスト8  |
| 1999 | 神戸   | J1   | 10位     | 30       | 37       | 12       | 4        | 14       | 1回戦      | 3回戦    |
| 2000 | 神戸   | J1   | 13位     | 30       | 33       | 11       | 1        | 18       | 2回戦      | ベスト4  |
| 2001 | 神戸   | J1   | 12位     | 30       | 33       | 9        | 7        | 14       | 2回戦      | 4回戦    |
| 2002 | 神戸   | J1   | -        | 10       |          | 2        | 1        | 7        | 予選リーグ | -        |
| 2006 | 福岡   | J1   | -        | 22       | 19       | 4        | 7        | 11       | -          | -        |
| 2010 | 東京V  | J2   | 5位      | 36       | 58       | 17       | 7        | 12       | -          | 2回戦    |
| 2011 | 東京V  | J2   | 5位      | 38       | 59       | 16       | 11       | 11       | -          | 3回戦    |
| 2012 | 東京V  | J2   | 7位      | 32       | 53       | 17       | 2        | 13       | -          | -        |
| 2014 | 京都   | J2   |          |          |          |          |          |          | -          | 3回戦    |